# Río de las Navas
Río de las Navas är ett vattendrag i Spanien. Det ligger i den centrala delen av landet, 120 km söder om huvudstaden Madrid.